# 6 Horas de Shanghái 2015
Las 6 Horas de Shanghái 2015 fue un evento de carreras de autos de resistencia celebrado en el Circuito Internacional de Shanghái, Shanghái, China, del 30 de octubre al 1 de noviembre de 2016, y fue la séptima carrera del Campeonato Mundial de Resistencia FIA 2015. Timo Bernhard, Brendon Hartley y Mark Webber de Porsche ganaron la carrera a bordo del Porsche 919 Hybrid No.17.

## Clasificación
Los ganadores de las poles en cada clase están marcados en negrita.
| Pos | Clase     | Equipo                           | Tiempo   | Grilla |
| --- | --------- | -------------------------------- | -------- | ------ |
| 1   | LMP1      | No. 17 Porsche Team              | 1:42.719 | 1      |
| 2   | LMP1      | No. 18 Porsche Team              | 1:43.488 | 2      |
| 3   | LMP1      | No. 8 Audi Sport Team Joest      | 1:44.200 | 3      |
| 4   | LMP1      | No. 7 Audi Sport Team Joest      | 1:44.645 | 4      |
| 5   | LMP1      | No. 1 Toyota Racing              | 1:45.776 | 5      |
| 6   | LMP1      | No. 2 Toyota Racing              | 1:45.962 | 6      |
| 7   | LMP1      | No. 13 Rebellion Racing          | 1:49.418 | 7      |
| 8   | LMP1      | No. 12 Rebellion Racing          | 1:50.942 | 8      |
| 9   | LMP1      | No. 4 Team ByKolles              | 1:52.069 | 9      |
| 10  | LMP2      | No. 26 G-Drive Racing            | 1:52.763 | 10     |
| 11  | LMP2      | No. 47 KCMG                      | 1:53.345 | 11     |
| 12  | LMP2      | No. 28 G-Drive Racing            | 1:53.390 | 12     |
| 13  | LMP2      | No. 43 Team SARD Morand          | 1:53.600 | 13     |
| 14  | LMP2      | No. 36 Signatech Alpine          | 1:53.747 | 14     |
| 15  | LMP2      | No. 30 Extreme Speed Motorsports | 1:54.775 | 15     |
| 16  | LMP2      | No. 42 Strakka Racing            | 1:55.205 | 16     |
| 17  | LMP2      | No. 29 Pegasus Racing            | 1:56.624 | 17     |
| 18  | LMP2      | No. 31 Extreme Speed Motorsports | 1:57.432 | 18     |
| 19  | LMGTE Pro | No. 51 AF Corse                  | 2:02.243 | 19     |
| 20  | LMGTE Pro | No. 71 AF Corse                  | 2:02.508 | 20     |
| 21  | LMGTE Pro | No. 99 Aston Martin Racing V8    | 2:02.540 | 21     |
| 22  | LMGTE Pro | No. 92 Porsche Team Manthey      | 2:03.048 | 22     |
| 23  | LMGTE Pro | No. 91 Porsche Team Manthey      | 2:03.352 | 23     |
| 24  | LMGTE Pro | No. 97 Aston Martin Racing       | 2:03.393 | 24     |
| 25  | LMGTE Am  | No. 98 Aston Martin Racing       | 2:04.728 | 25     |
| 26  | LMGTE Am  | No. 96 Aston Martin Racing       | 2:04.858 | 26     |
| 27  | LMGTE Am  | No. 50 Larbre Compétition        | 2:04.874 | 27     |
| 28  | LMGTE Am  | No. 83 AF Corse                  | 2:05.455 | 28     |
| 29  | LMGTE Am  | No. 72 SMP Racing                | 2:05.556 | 29     |
| 30  | LMGTE Am  | No. 77 Dempsey Racing-Proton     | 2:06.196 | 30     |
| 31  | LMGTE Am  | No. 88 Abu Dhabi-Proton Racing   | 2:11.851 | 31     |

## Carrera
Resultados por clase
| Pos. general | Pos. clase | Clase     | N.° | Escudería                 | Pilotos                                               | Automóvil               | Vueltas | Tiempo/Retirado | Campeonato | Campeonato |
| Pos. general | Pos. clase | Clase     | N.° | Escudería                 | Pilotos                                               | Automóvil               | Vueltas | Tiempo/Retirado | Pos.       | Puntos     |
| LMP          | LMP        | LMP       | LMP | LMP                       | LMP                                                   | LMP                     | LMP     | LMP             | LMP        | LMP        |
| ------------ | ---------- | --------- | --- | ------------------------- | ----------------------------------------------------- | ----------------------- | ------- | --------------- | ---------- | ---------- |
| 1            | 1          | LMP1      | 17  | Porsche Team              | Timo Bernhard Mark Webber Brendon Hartley             | Porsche 919 Hybrid      | 169     | 6:00:07.725     | 1          | 25         |
| 2            | 2          | LMP1      | 18  | Porsche Team              | Romain Dumas Neel Jani Marc Lieb                      | Porsche 919 Hybrid      | 169     | +26.294         | 2          | 18         |
| 3            | 3          | LMP1      | 7   | Audi Sport Team Joest     | Marcel Fässler André Lotterer Benoît Tréluyer         | Audi R18 e-tron quattro | 169     | +30.311         | 3          | 15         |
| 4            | 4          | LMP1      | 8   | Audi Sport Team Joest     | Lucas Di Grassi Loïc Duval Oliver Jarvis              | Audi R18 e-tron quattro | 169     | +50.906         | 4          | 12         |
| 5            | 5          | LMP1      | 2   | Toyota Racing             | Alexander Wurz Stéphane Sarrazin Mike Conway          | Toyota TS040 Hybrid     | 165     | +4 vueltas      | 5          | 10         |
| 6            | 6          | LMP1      | 1   | Toyota Racing             | Anthony Davidson Sébastien Buemi Kazuki Nakajima      | Toyota TS040 Hybrid     | 164     | +5 vueltas      | 6          | 8          |
| 7            | 7          | LMP1      | 12  | Rebellion Racing          | Nicolas Prost Mathias Beche                           | Rebellion R-One-AER     | 158     | +11 vueltas     | 7          | 6          |
| 8            | 8          | LMP1      | 4   | Team ByKolles             | Simon Trummer Pierre Kaffer                           | CLM P1/01-AER           | 156     | +13 vueltas     | 8          | 4          |
| 9            | 1          | LMP2      | 36  | Signatech Alpine          | Nelson Panciatici Paul-Loup Chatin Tom Dillmann       | Alpine A450b-Nissan     | 154     | +15 vueltas     | 9          | 2          |
| 10           | 2          | LMP2      | 26  | G-Drive Racing            | Roman Rusinov Julien Canal Sam Bird                   | Ligier JS P2-Nissan     | 153     | +16 vueltas     | 10         | 1          |
| 11           | 3          | LMP2      | 47  | KCMG                      | Matthew Howson Richard Bradley Nick Tandy             | Oreca 05-Nissan         | 153     | +16 vueltas     | 11         | 0.5        |
| 12           | 4          | LMP2      | 43  | Team SARD Morand          | Pierre Ragues Oliver Webb Chris Cumming               | Morgan Evo-SARD         | 152     | +17 vueltas     | 12         | 0.5        |
| 20           | 6          | LMP2      | 31  | Extreme Speed Motorsports | Ed Brown Johannes van Overbeek Jon Fogarty            | Ligier JS P2-HPD        | 147     | +22 vueltas     | 13         | 0.5        |
| 26           | 7          | LMP2      | 42  | Strakka Racing            | Nick Leventis Danny Watts Jonny Kane                  | Gibson 015S-Nissan      | 144     | +25 vueltas     | 14         | 0.5        |
| Ret          | Ret        | LMP1      | 13  | Rebellion Racing          | Alexandre Imperatori Dominik Kraihamer Mathéo Tuscher | Rebellion R-One-AER     | 153     | Retirado        | Ret        | Ret        |
| Ret          | Ret        | LMP2      | 28  | G-Drive Racing            | Gustavo Yacamán Pipo Derani Ricardo González          | Ligier JS P2-Nissan     | 153     | Retirado        | Ret        | Ret        |
| Ret          | Ret        | LMP2      | 30  | Extreme Speed Motorsports | Scott Sharp Ryan Dalziel David Heinemeier Hansson     | Ligier JS P2-HPD        | 88      | Retirado        | Ret        | Ret        |
| LMP2         |            |           |     |                           |                                                       |                         |         |                 |            |            |
| 9            | 1          | LMP2      | 36  | Signatech Alpine          | Nelson Panciatici Paul-Loup Chatin Tom Dillmann       | Alpine A450b-Nissan     | 154     | 6:01:09.766     | 1          | 25         |
| 10           | 2          | LMP2      | 26  | G-Drive Racing            | Roman Rusinov Julien Canal Sam Bird                   | Ligier JS P2-Nissan     | 153     | +1 vuelta       | 2          | 18         |
| 11           | 3          | LMP2      | 47  | KCMG                      | Matthew Howson Richard Bradley Nick Tandy             | Oreca 05-Nissan         | 153     | +1 vuelta       | 3          | 15         |
| 12           | 4          | LMP2      | 43  | Team SARD Morand          | Pierre Ragues Oliver Webb Chris Cumming               | Morgan Evo-SARD         | 152     | +2 vueltas      | 4          | 12         |
| 13           | 5          | LMP2      | 29  | Pegasus Racing            | David Cheng Ho-Pin Tung Alex Brundle                  | Morgan-Nissan           | 152     | +2 vueltas      | —          | —          |
| 20           | 6          | LMP2      | 31  | Extreme Speed Motorsports | Ed Brown Johannes van Overbeek Jon Fogarty            | Ligier JS P2-HPD        | 147     | +7 vueltas      | 5          | 10         |
| 26           | 7          | LMP2      | 42  | Strakka Racing            | Nick Leventis Danny Watts Jonny Kane                  | Gibson 015S-Nissan      | 144     | +10 vueltas     | 6          | 8          |
| Ret          | Ret        | LMP2      | 28  | G-Drive Racing            | Gustavo Yacamán Pipo Derani Ricardo González          | Ligier JS P2-Nissan     | 153     | Retirado        | Ret        | Ret        |
| Ret          | Ret        | LMP2      | 30  | Extreme Speed Motorsports | Scott Sharp Ryan Dalziel David Heinemeier Hansson     | Ligier JS P2-HPD        | 88      | Retirado        | Ret        | Ret        |
| LMGTE        |            |           |     |                           |                                                       |                         |         |                 |            |            |
| Pos. general | Pos. clase | Clase     | N.° | Escudería                 | Pilotos                                               | Automóvil               | Vueltas | Tiempo/Retirado | Campeonato | Campeonato |
| Pos. general | Pos. clase | Clase     | N.° | Escudería                 | Pilotos                                               | Automóvil               | Vueltas | Tiempo/Retirado | Pos.       | Puntos     |
| 14           | 1          | LMGTE Pro | 91  | Porsche Team Manthey      | Richard Lietz Michael Christensen                     | Porsche 911 RSR         | 151     | 6:00:11.317     | 1          | 25         |
| 15           | 2          | LMGTE Pro | 51  | AF Corse                  | Gianmaria Bruni Toni Vilander                         | Ferrari F458 Italia     | 151     | +45.602         | 2          | 18         |
| 16           | 3          | LMGTE Pro | 92  | Porsche Team Manthey      | Patrick Pilet Frédéric Makowiecki                     | Porsche 911 RSR         | 151     | +51.208         | 3          | 15         |
| 17           | 4          | LMGTE Pro | 71  | AF Corse                  | Davide Rigon James Calado                             | Ferrari F458 Italia     | 150     | +1 vuelta       | 4          | 12         |
| 18           | 5          | LMGTE Pro | 99  | Aston Martin Racing       | Alex MacDowall Fernando Rees Richie Stanaway          | Aston Martin Vantage V8 | 149     | +2 vueltas      | 5          | 10         |
| 19           | 6          | LMGTE Pro | 97  | Aston Martin Racing       | Darren Turner Jonathan Adam                           | Aston Martin Vantage V8 | 149     | +2 vueltas      | 6          | 8          |
| 21           | 1          | LMGTE Am  | 83  | AF Corse                  | François Perrodo Emmanuel Collard Rui Águas           | Ferrari F458 Italia     | 146     | +5 vueltas      | 7          | 6          |
| 22           | 2          | LMGTE Am  | 98  | Aston Martin Racing       | Paul Dalla Lana Pedro Lamy Mathias Lauda              | Aston Martin Vantage V8 | 146     | +5 vueltas      | 8          | 4          |
| 23           | 3          | LMGTE Am  | 72  | SMP Racing                | Viktor Shaytar Andrea Bertolini Aleksey Basov         | Ferrari F458 Italia     | 145     | +6 vueltas      | 9          | 2          |
| 24           | 4          | LMGTE Am  | 77  | Dempsey-Proton Racing     | Patrick Dempsey Patrick Long Marco Seefried           | Porsche 911 RSR         | 145     | +6 vueltas      | 10         | 1          |
| 25           | 5          | LMGTE Am  | 50  | Larbre Compétition        | Gianluca Roda Paolo Ruberti Nicolai Sylvest           | Chevrolet Corvette C7   | 144     | +7 vueltas      | 11         | 0.5        |
| 27           | 6          | LMGTE Am  | 96  | Aston Martin Racing       | Francesco Castellacci Liam Griffin Stuart Hall        | Aston Martin Vantage V8 | 139     | +12 vueltas     | 12         | 0.5        |
| 28           | 7          | LMGTE Am  | 88  | Abu Dhabi-Proton Racing   | Christian Ried Khaled Al Qubaisi Klaus Bachler        | Porsche 911 RSR         | 139     | +12 vueltas     | 13         | 0.5        |
| LMGTE Am     |            |           |     |                           |                                                       |                         |         |                 |            |            |
| 21           | 1          | LMGTE Am  | 83  | AF Corse                  | François Perrodo Emmanuel Collard Rui Águas           | Ferrari F458 Italia     | 146     | 6:00:16.547     | 1          | 25         |
| 22           | 2          | LMGTE Am  | 98  | Aston Martin Racing       | Paul Dalla Lana Pedro Lamy Mathias Lauda              | Aston Martin Vantage V8 | 146     | +41.745         | 2          | 18         |
| 23           | 3          | LMGTE Am  | 72  | SMP Racing                | Viktor Shaytar Andrea Bertolini Aleksey Basov         | Ferrari F458 Italia     | 145     | +1 vuelta       | 3          | 15         |
| 24           | 4          | LMGTE Am  | 77  | Dempsey-Proton Racing     | Patrick Dempsey Patrick Long Marco Seefried           | Porsche 911 RSR         | 145     | +1 vuelta       | 4          | 12         |
| 25           | 5          | LMGTE Am  | 50  | Larbre Compétition        | Gianluca Roda Paolo Ruberti Nicolai Sylvest           | Chevrolet Corvette C7   | 144     | +2 vueltas      | 5          | 10         |
| 27           | 6          | LMGTE Am  | 96  | Aston Martin Racing       | Francesco Castellacci Liam Griffin Stuart Hall        | Aston Martin Vantage V8 | 139     | +7 vueltas      | 6          | 8          |
| 28           | 7          | LMGTE Am  | 88  | Abu Dhabi-Proton Racing   | Christian Ried Khaled Al Qubaisi Klaus Bachler        | Porsche 911 RSR         | 139     | +7 vueltas      | 7          | 6          |

Fuentes: FIA WEC.